# ألان هولت
ألان هولت (بالإنجليزية: Alan Holt)‏ هو متسابق يخت أمريكي، ولد في 29 يونيو 1939.

## وصلات خارجية
- ألان هولت على موقع الاتحاد الدولي للملاحة الشراعية (موقع جديد) (الإنجليزية)
- ألان هولت على موقع اللجنة الأولمبية الدولية (الإنجليزية)
- ألان هولت على موقع أوليمبيديا (الإنجليزية)